# Isla Troolie Grande
La isla Troolie Grande (en inglés: Great Troolie Island o simplemente «Troolie Island») es el nombre que recibe un accidente geográfico localizado en el río esequibo en el norte de América del Sur. 
Se trata de una isla fluvial que esta rodeada por otras islas entre las que se incluyen la isla Troolie Pequeña (Little Troolie Island) al sur, la isla Hog (Hog Island) al sureste, la isla Guaquenám al noreste y las islas Karabaru, Potaro y Jockey al norte. Administrativamente Guyana la incluye en la región 3 de Islas Esequibo-Demerara Occidental (Essequibo Islands-West Demerara) en un territorio que Venezuela denomina Guayana Esequiba.